# Bence Máté

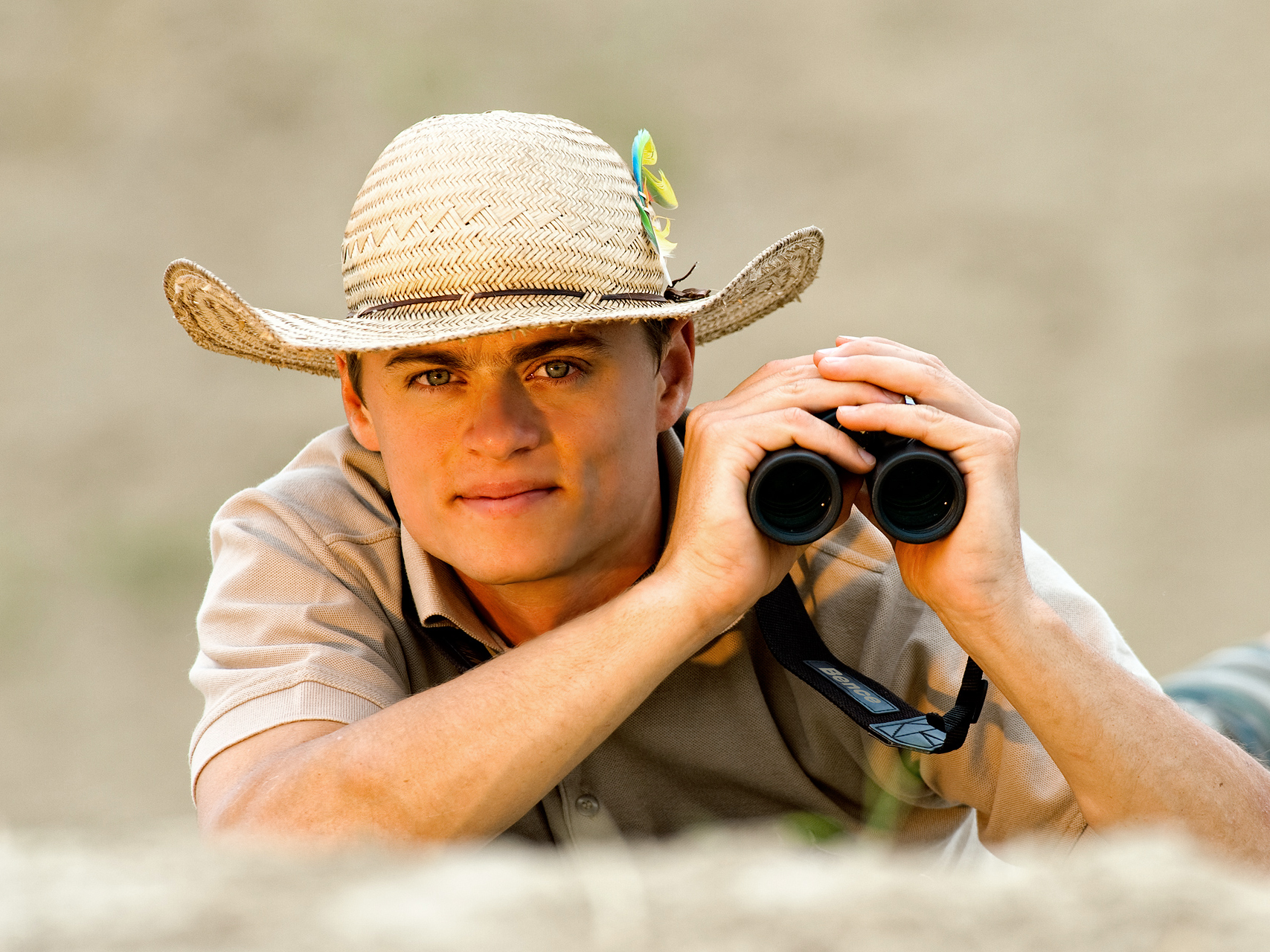
Bence Máté

Bence Máté (* 26. Februar 1985 in Szeged) ist ein ungarischer Tierfotograf.

## Leben

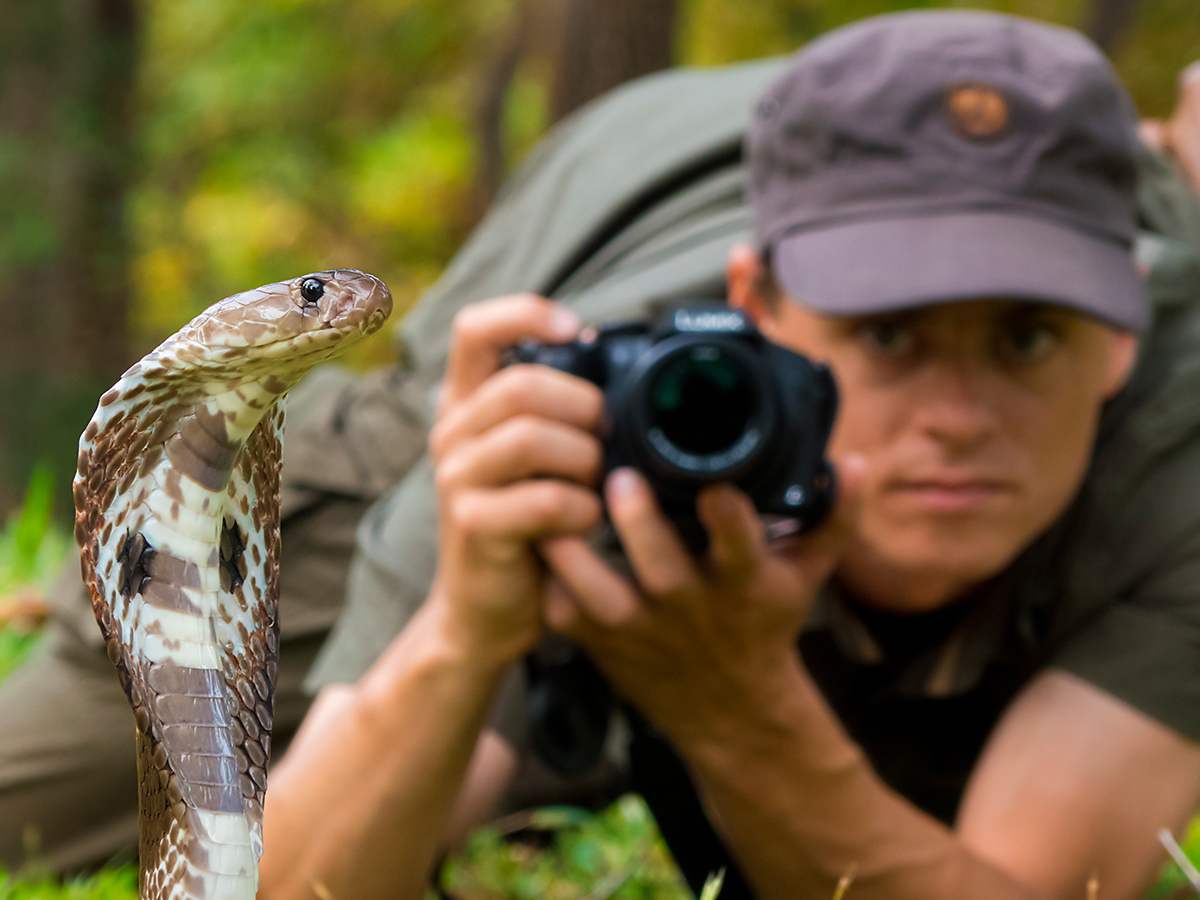
Beim Fotografieren einer Kobra in Sri Lanka

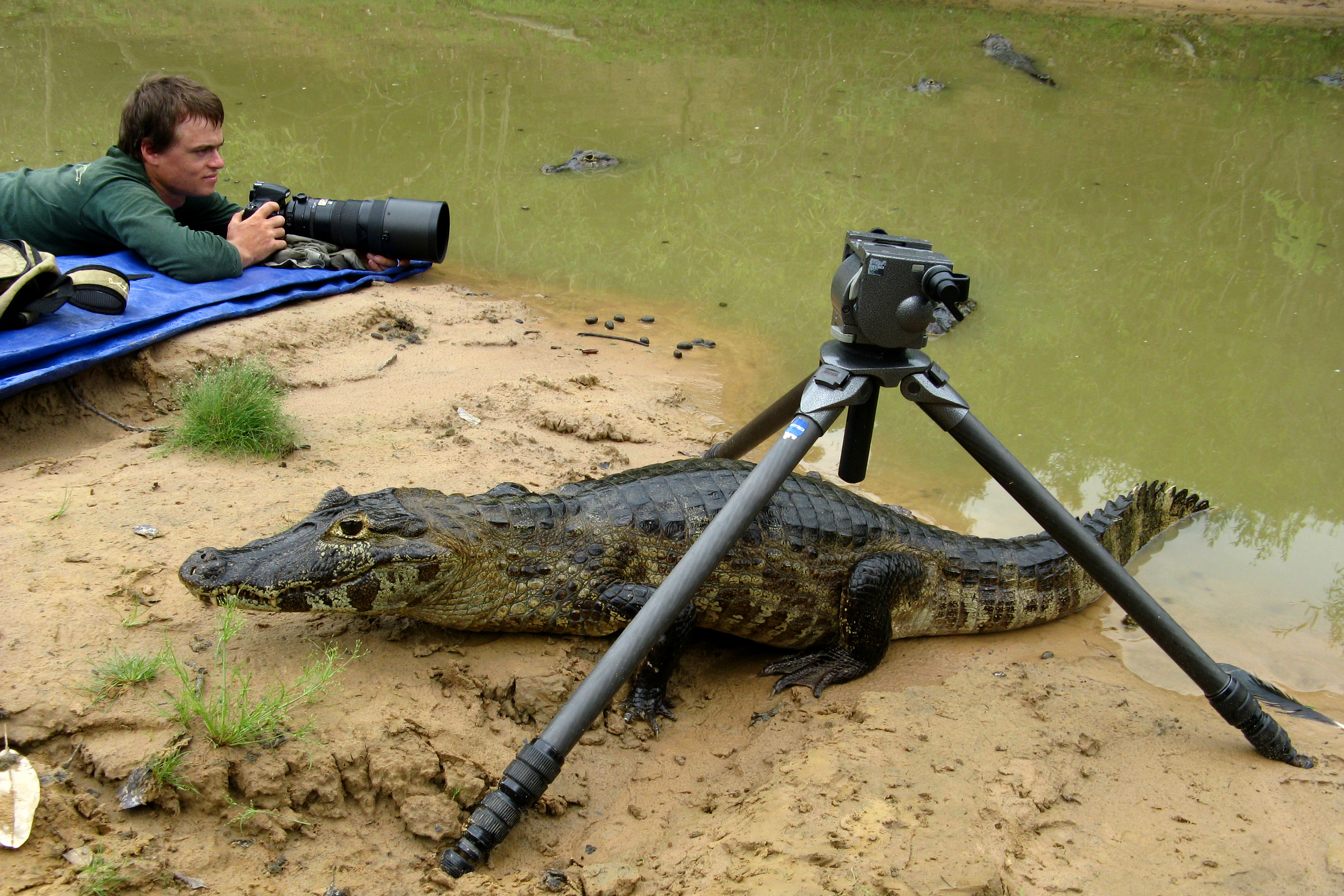
Beim Fotografieren eines Kaimans in Brasilien, 2009

Bence Máté wurde in Szeged als ältester Sohn einer vierköpfigen Lehrerfamilie geboren. Als Bence zwei Jahre alt war, zog die Familie an den Rand des Dorfes Pusztaszer und baute dort ein Haus an den Feuchtgebieten. Bence Máté ging in Pusztaszer zur Grundschule, wo seine beiden Eltern Lehrer waren. Später besuchte er die „Kiss Ferenc Forestry High School“.
Máté machte seine ersten Vogelfotos von seinem Schlafzimmer aus. 2000 wurde Bence zu Ungarns „Jungem Tierfotografen des Jahres“ ernannt. Er erhielt diesen Titel insgesamt fünf Mal zwischen 2000 und 2004. Sein Foto „Susliks“ erhielt 2001 im Wettbewerb Wildlife Photographer of the Year eine lobende Erwähnung. Im darauf folgenden Jahr 2002 brachte ihm sein Bild „Recycling“ den Titel des BBC Young Wildlife Photographer of the Year. 2002 wurde er Mitglied von „NaturArt“, der Vereinigung der ungarischen Tierfotografen.
2003 gründete Máté im Alter von 18 Jahren ein Unternehmen und begann von Fotowettbewerben, Vorträgen, Artikeln, Errichten von Ausstellungen und Verkauf von Bildern zu leben. Im November 2004 wechselte er von der analogen zur digitalen Fotografie. Er experimentierte mit der Einwegspiegel-Technik, die es ihm erlaubte scheue Tiere aus nächster Entfernung zu fotografieren, ohne sie zu stören. Er wurde eingeladen, Wildtiere des „Pripyat Nationalparks“ in Weißrussland für das „National Geographic’s Wild Wonders of Europe“ zu fotografieren. In diesem Buch werden 69 europäische Wildtierfotografen vorgestellt, die das Naturerbe von 48 europäischen Ländern fotografierten.

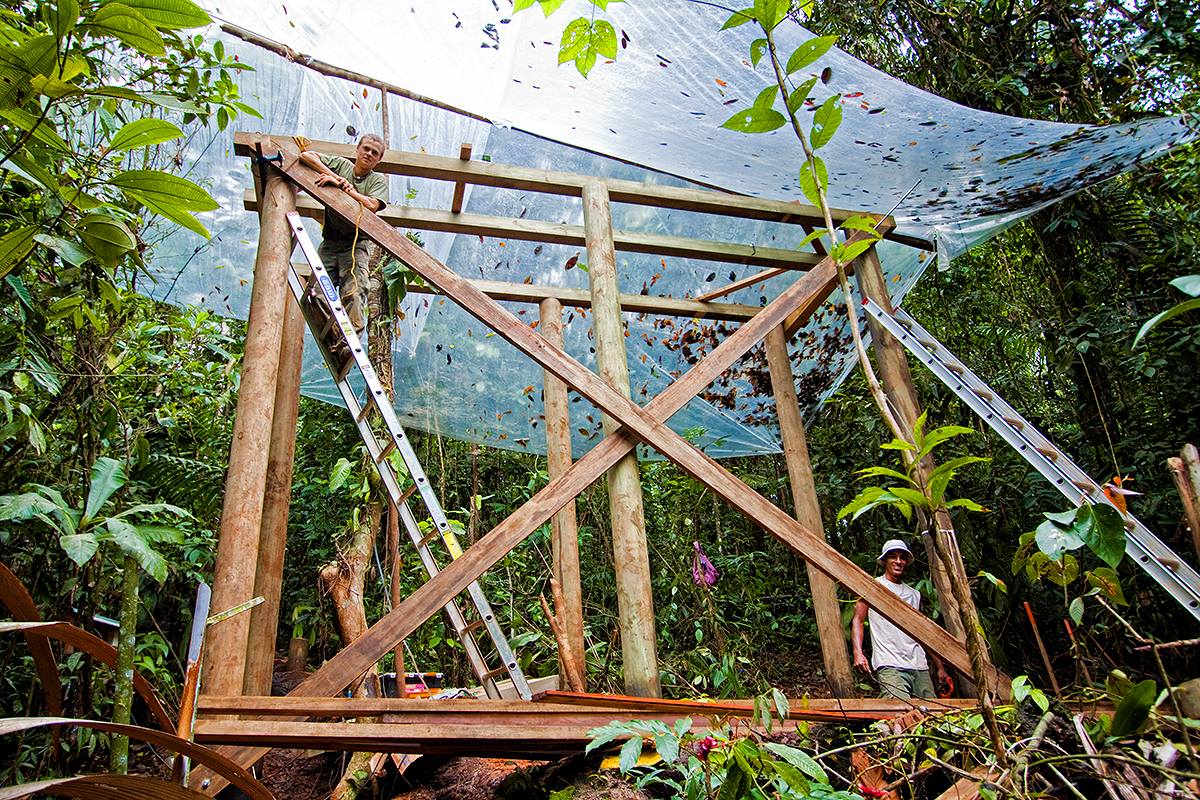
Tower blind, Costa Rica, 2009

Im Jahr 2006 startete Máté ein Unternehmen auf dem Gebiet des Wildtier-Fotografie-Tourismus. Er renovierte einen Bauernhof und machte ihn zu einem Ort für die versteckbasierte Fotografie. In Costa Rica errichtete Bence von November 2008 bis April 2009 Verstecke für Wildtier-Fotografie. Zwischen September 2009 und März 2010 vollbrachte er ähnliche Arbeiten in Brasilien und experimentierte mit verschiedenen Materialien und Bautechniken. Er entwarf Vogel- und Großwild-Verstecke für die „Zimanga Private Game Reserve“ in Südafrika, ein Unternehmen, das Foto-Verstecke als Alternative zu klassischen Safaris anbietet („Zimanga Hides“).
Für sein Foto „Marvel of Ants“, das Blattschneiderameisen bei der Arbeit zeigt, erhielt er 2010 den Titel Wildlife Photographer of the Year. Máté gewann somit den Hauptpreis sowohl in der Jugend- als auch in der Erwachsenen-Kategorie. Im gleichen Jahr wurde er zum Ehrenbürger des Dorfes Pusztaszer ernannt.
Seit 2013 ist Máté Botschafter der ungarischen Nationalparks.

## Auszeichnungen (Auswahl)

### Fotografiepreise
- Young Wildlife Photographer of the Year 2002[9]
- Wildlife Photographer of the Year 2010[6]
- Wildlife Photographer of the Year: Eric Hosking Award für das beste Portfolio, 2005[10], 2007[11], 2010[12], 2011[13]
- Wildlife Photographer of the Year 2014: Sieger in der Kategorie Vögel[14]
- Tierfotograf des Jahres (Ungarn), 2006, 2008, 2010[15], 2013, 2015
- GDT Europäischer Naturfotograf des Jahres, 2015, Sieger in der Kategorie Säugetiere[16]
- Nordic Nature Photo Contest, 2016, 1. Preis in der Kategorie Reisefoto[17]
- Nature’s Best, Fotografiewettbewerb (USA), 2010[18], 2012[19], 2014[20], 1. Preis
- Gedenkstätte Maria Luisa, Fotowettbewerb (Spanien), 2010[21], Gesamtsieger
- MontPhoto, internationaler Fotowettbewerb (Spanien), 2014[22], 2015[23], Gesamtsieger
- National Wildlife, internationaler Wildtierwettbewerb (USA), 2014[24], Gesamtsieger
- World Press Photo Contest, 2019. Sieger in der Kategorie Natur, Einzelfotografie[25]

### Weitere Auszeichnungen
- 2014: Junior Prima Award[26]
- 2016: Auszeichnung von Pro Natura[27]

## Trivia
Dem Verein „Bridge Budapest“ zufolge war Bence 2014 der neuntbekannteste Ungar.

## Bücher
- The Invisible Wildlife Photographer – ISBN 978-963-06-9845-0 (in Englisch und Ungarisch)
- Handbook of Bird Photography[29] – ISBN 978-1-937538-10-1. Mitverfasser: Markus Varesvuo und Jari Peltomäki; Herausgeber: Rocky Nook (in Englisch, Deutsch, Französisch und Finnisch).

## Filme

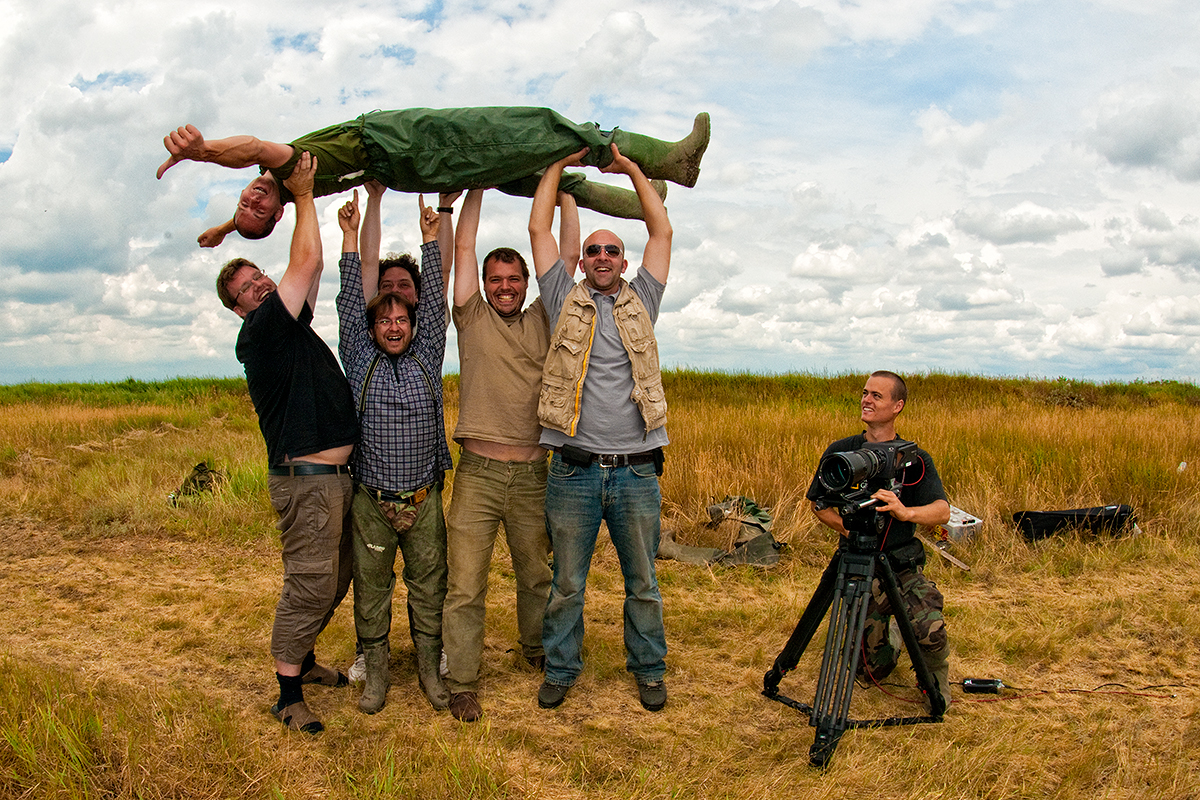
Filmcrew von The Invisible Wildlife Photographer (2011)

- The Invisible Wildlife Photographer.[30] Die wissenschaftliche Filmwerkstatt természetfilm.hu,[31] im Besitz von Chello Media, wurde von Spektrum Television[32] beauftragt, eine 3 × 26-minütige Serie zu drehen. Die Zeitlupe-Kameraaufnahmen wurden von Bence vorbereitet. Regie: David Attila Molnár; Kameramann: Zsolt Marcell Tóth, Bence Máté; Erzähler: Rudolf Péter.
  - Teil 1: Das Wunder Wasser
  - Teil 2: Die drei Mieter
  - Teil 3: Fisch-Abendessen